# Успенская церковь (Святск)
Храм Успения Пресвятой Богородицы (Успенская церковь) — утраченный старообрядческий православный храм в бывшем селе Святск Брянской области.

## История
Строительство старообрядческой церкви стало возможным в связи с изданием царского Указа от 17 апреля 1905 года «Об укреплении начал веротерпимости», даровавшим старообрядцам свободу вероисповедания. До этого в селе действовала только единоверческая Покровская церковь. Успенский храм построен в 1910 году. С 1983 года не имел постоянного священника, службы проводились время от времени. В 1986 году после аварии на Чернобыльской АЭС Святск попал в зону немедленной эвакуации, но сама эвакуация была начата только в 1990-е годы. После расселения большей части жителей село наводнили преступники, которые почти полностью разграбили храм. В ночь с 13 на 14 сентября 2000 года церковь сгорела. На месте алтаря был установлен поклонный крест. 28 августа 2013 года была установлена небольшая часовня, сделанная новозыбковскими мастерами Виктором Стрелюковым и Сергеем Шевченко. Часовню освятили настоятель новозыбковской Никольско-Рождественской церкви о. Сергий и священник клинцовского Преображенского храма о. Михаил.

## Архитектура
Храм построен в характерном для Брянщины начала XX века стиле. Стены были рублены из брёвен и обшиты тёсом. Цоколь кирпичный. Храм типа восьмерик на четверике: на высоком четверике располагался восьмерик с гранённым куполом, увенчанным луковичной главой. Алтарь пятигранный, увенчан главкой. Над пристроенной трапезной располагалась колокольня: невысокий четверик с вытянутым вверх восьмериком, увенчанным яйцевидным куполом. Купол колокольни венчала глава той же формы, что и купол основного объёма.

## Комментарии
1. ↑  По старому стилю